# Gunung Puyuh (plaats)
Gunung Puyuh is een bestuurslaag in het regentschap Kota Sukabumi van de provincie West-Java, Indonesië. Gunung Puyuh telt 7733 inwoners (volkstelling 2010).